# Nacka (comuna)
Nacka (em sueco: Nacka kommun) é uma comuna da Suécia localizada no condado de Estocolmo. Sua capital é a cidade de Nacka. Possui 95.1 quilômetros quadrados e segundo censo de 2018, havia 103 656 habitantes.